# کد امپراتوری
کد امپراتوری (به انگلیسی: The Emperor's Code) جلد هشتم مجموعه ۳۹ سرنخ اثر گوردون کورمن است.

## داستان
امی و نلی هم به دنبال دن می‌گردند. حالا آنها فهمیدند که سرنخ بعدی به زندگی آخرین امپراتور چین ارتباط دارد. این اولی بار است که دن و امی در یک کشور جدا از یکدیگر قرار دارند. در چین، در بین ۱ میلیار نفر آم، آنها چطور هم را پیدا کنند؟